# Gare de Melreux-Hotton
La gare de Melreux-Hotton est une gare ferroviaire belge de la ligne 43, de Liège (Angleur) à Marloie, située au village de Melreux, sur le territoire de la commune de Hotton, en Région wallonne dans la province de Luxembourg.
Elle est mise en service en 1865 par la Grande compagnie du Luxembourg. Depuis la fermeture du guichet en 2015, c'est une halte voyageurs de la Société nationale des chemins de fer belges (SNCB) desservie par des trains omnibus (L) et heure de pointe (P).

## Situation ferroviaire
Établie à 135 m d'altitude, la gare de Melreux-Hotton est située au point kilométrique (PK) 49,90 de la ligne 43, de Liège (Angleur) à Marloie, entre les gares ouvertes de Barvaux et de Marche-en-Famenne.

## Histoire

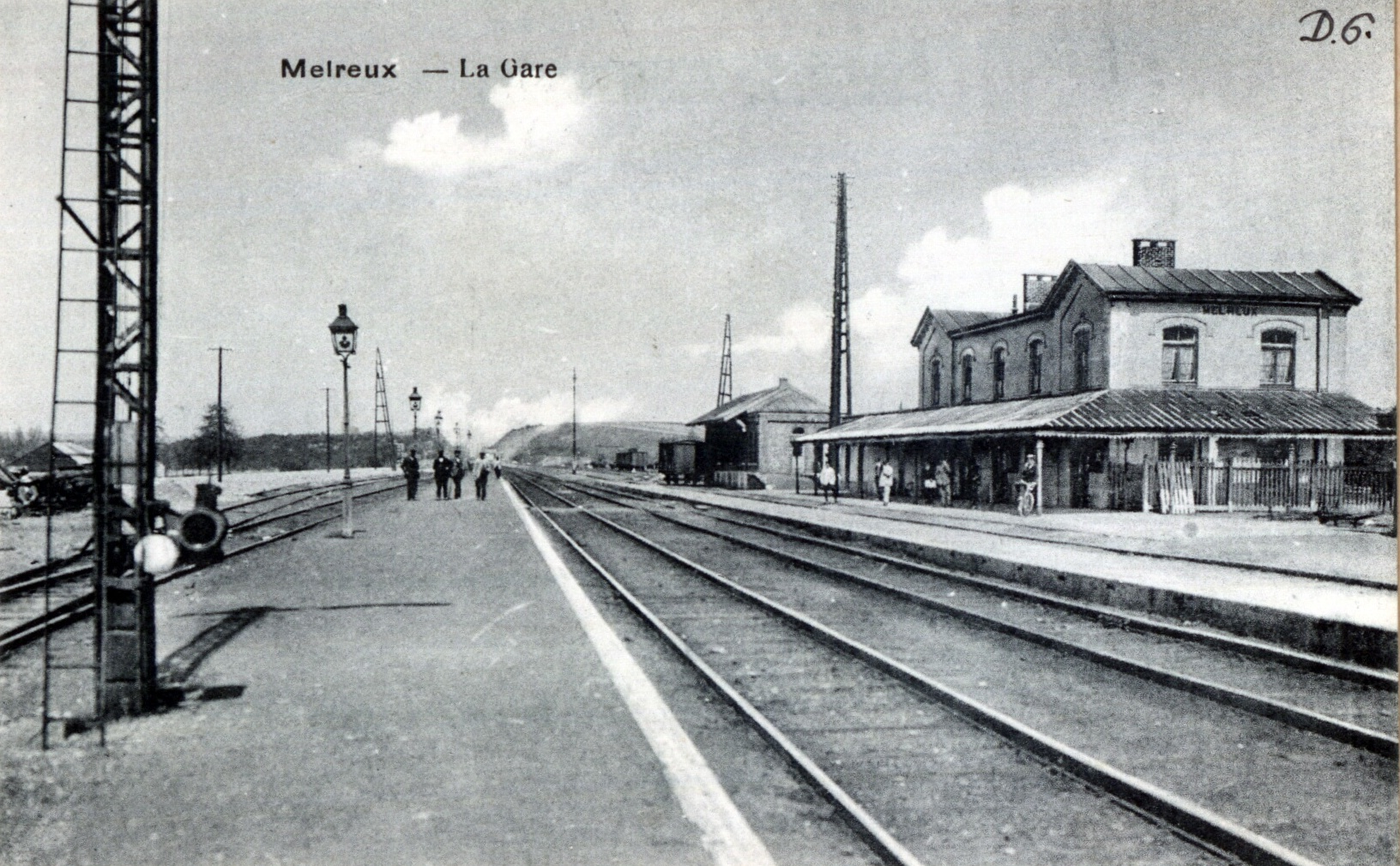
L'ancienne gare, photo prise avant 1930.

La station de Melreux, est mise en service le 25 juillet 1865 par la Grande compagnie du Luxembourg lorsqu'elle ouvre à l'exploitation la section de Merleux à Marloie. Le 1er août 1866 la ligne est prolongée de Melreux à Liège-Guillemins, ce qui permet l'ouverture dans la totalité de la ligne de l'Ourthe.
En 1931, la gare prend son nom actuel de Melreux-Hotton.
Elle est dotée d'un nouveau bâtiment en 1972, désaffecté lorsque le guichet est fermé le 1er mars 2015.

## Description

### Le bâtiment d'origine
Pour la construction de ses bâtiments de gares, la Grande Compagnie du Luxembourg avait plusieurs modèles standards et choisit pour Melreux un modèle de bâtiment néo-classique de forme rectangulaire à deux niveaux composé, au centre, d’un élément de trois travées sous bâtière flanqué de part et d’autre par deux pavillons d'une travée sous bâtière transversale. Chaque façade est symétrique. Au rez-de-chaussée, toutes les ouvertures sont des portes surmontées d’arcs bombés. À l’étage, les seuils des fenêtres s'étirent en cordon et un cordon de briques relie le larmier des portes au rez-de-chaussée. Elle est par la suite agrandie avec une annexe à toit plat d’un côté,.
De telles gares ont été édifiées à Marloie et à Melreux-Hotton. Les deux ont disparu au cours du XXe siècle.

### La nouvelle gare

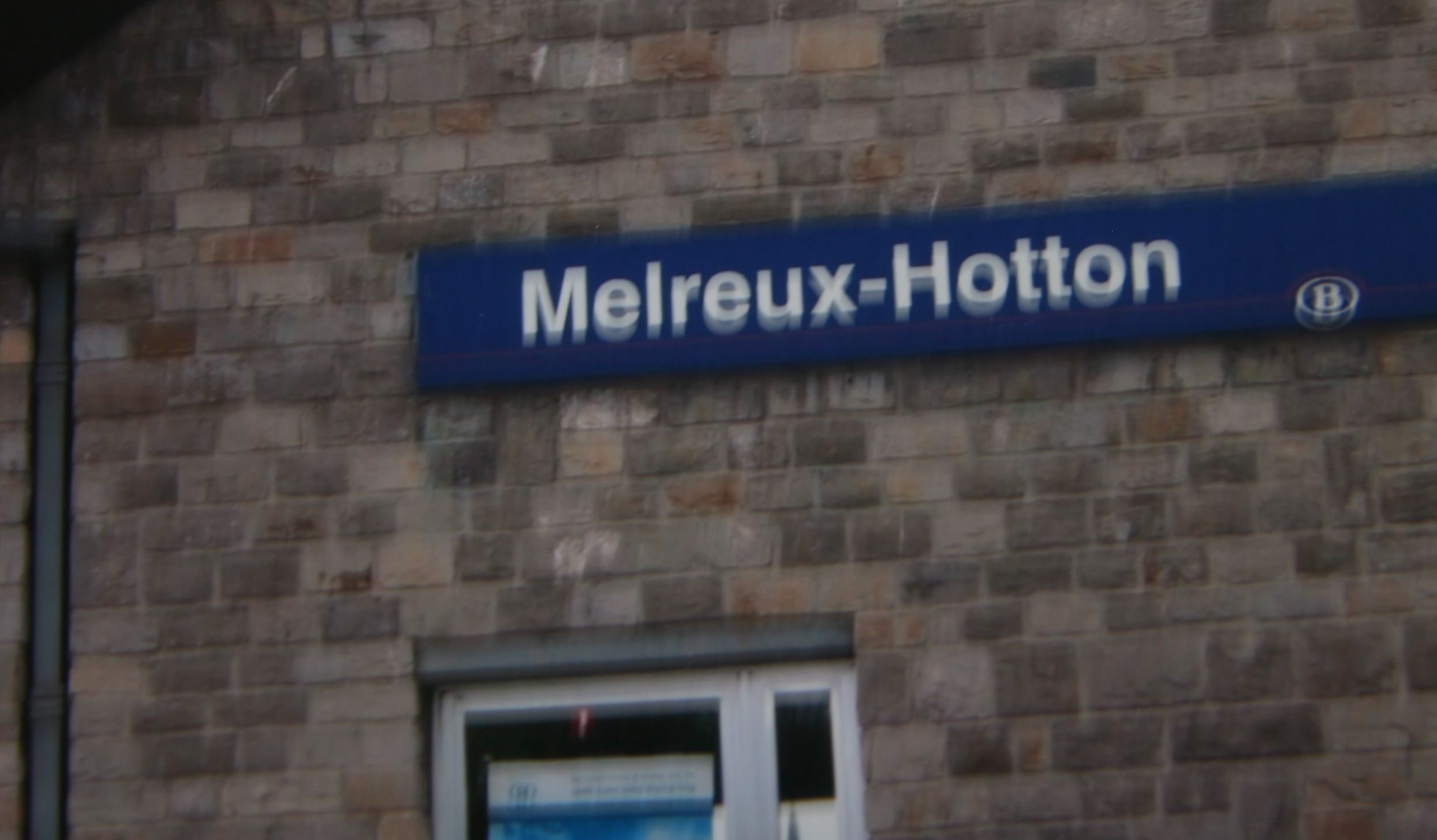
Nom de la gare, sur la façade du nouveau bâtiment.

L’ancien bâtiment des recettes est démoli dans les années 1970 au profit d'un nouveau, plus petit, construit par Léon Vanderbèque en 1972.
Cette gare combine la pierre locale et le bois, peint en rouge, sous une toiture à versants. Sous chaque pignon se trouve une large ouverture horizontale, abondamment vitrée, surmontée par un bardage en matériaux synthétiques jusqu'à la pointe du bâtiment. Les autres murs ont des ouvertures plus petites et le même revêtement rouge.
La halle à marchandises contemporaine de l'ancien bâtiment de la gare est conservée un temps. Encore visible sur une photographie prise au début du XXIe siècle, elle n'existe plus sur les vues satellite datant de 2006.

### La station vicinale

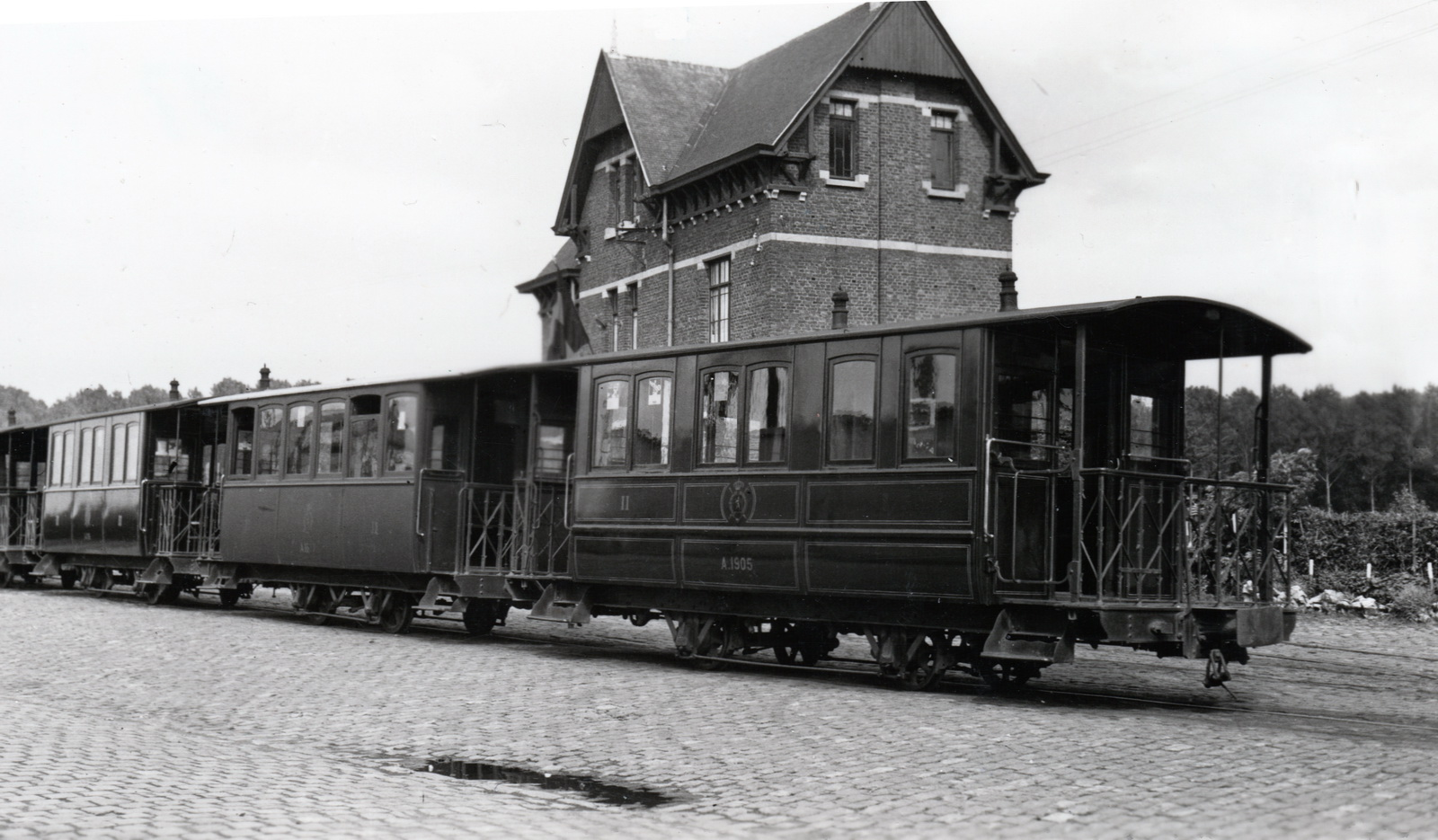
Tramway vapeur devant le bâtiment de la SNCV.

En 1886, la gare devient le terminus de la ligne de tramway Melreux - La Roche de la Société nationale des chemins de fer vicinaux (SNCV) puis en 1908 de la future ligne Melreux - Comblain. La SNCV y fait ériger un bâtiment selon un modèle standardisé sur le parvis en face de la gare (50° 17′ 02″ N, 5° 26′ 29″ E) pour servir de station pour les tramways.
Les lignes sont respectivement supprimées en 1954 pour la ligne de Comblain et 1959 pour celle de La Roche. Le bâtiment est aujourd'hui une habitation privée.

## Service des voyageurs

### Accueil
C'est une halte SNCB à entrée libre, équipée d'un automate pour l'achat de titres de transports

### Dessertes
Melreux-Hotton est desservie par des trains Omnibus (L) et d’heure de pointe (P) de la SNCB.
En été, un unique train touristique (ICT) circulant le matin entre Liers et Rochefort-Jemelle se rajoute aux trains L de cette relation durant les weekends.
La desserte comprend des trains L qui effectuent des missions entre les gares de Liers et de Marloie, ou Rochefort-Jemelle (toutes les heures en semaine et toutes les deux heures les weekends et jours fériés). En semaine, on retrouve également un unique train P de Liège-Guillemins à Marloie ainsi qu’une paire de trains d’heure de pointe (P) circulant entre Liège-Saint-Lambert et Rochefort-Jemelle.

### Intermodalité
Un parking pour les véhicules y est aménagé et elle est desservie par des bus.

## Comptage voyageurs
Ce graphique et tableau montre le nombre de voyageurs embarquant en moyenne durant la semaine, le samedi et le dimanche.
| Nombre de passagers qui embarquent à la gare de Melreux-Hotton | Nombre de passagers qui embarquent à la gare de Melreux-Hotton | Nombre de passagers qui embarquent à la gare de Melreux-Hotton | Nombre de passagers qui embarquent à la gare de Melreux-Hotton |
|                                                                | Semaine                                                        | Samedi                                                         | Dimanche                                                       |
| -------------------------------------------------------------- | -------------------------------------------------------------- | -------------------------------------------------------------- | -------------------------------------------------------------- |
| 1977                                                           | 233                                                            | 118                                                            | 186                                                            |
| 1978                                                           | 272                                                            | 93                                                             | 135                                                            |
| 1979                                                           | 287                                                            | 136                                                            | 137                                                            |
| 1980                                                           | 274                                                            | 78                                                             | 134                                                            |
| 1981                                                           | 268                                                            | 113                                                            | 156                                                            |
| 1982                                                           | 260                                                            | 105                                                            | 132                                                            |
| 1983                                                           | 206                                                            | 53                                                             | 103                                                            |
| 1984                                                           | 236                                                            | 71                                                             | 127                                                            |
| 1985                                                           | 192                                                            | 77                                                             | 180                                                            |
| 1986                                                           | 231                                                            | 87                                                             | 138                                                            |
| 1987                                                           | 217                                                            | 79                                                             | 167                                                            |
| 1988                                                           | 246                                                            | 94                                                             | 231                                                            |
| 1989                                                           | 193                                                            | 92                                                             | 143                                                            |
| 1990                                                           | 178                                                            | 90                                                             | 126                                                            |
| 1991                                                           | 163                                                            | 66                                                             | 155                                                            |
| 1992                                                           | 162                                                            | 108                                                            | 137                                                            |
| 1993                                                           | 130                                                            | 55                                                             | 129                                                            |
| 1994                                                           | 160                                                            | 57                                                             | 158                                                            |
| 1995                                                           | 128                                                            | 39                                                             | 63                                                             |
| 1996                                                           | 128                                                            | 67                                                             | 119                                                            |
| 1997                                                           | 189                                                            | 57                                                             | 127                                                            |
| 1998                                                           | 130                                                            | 66                                                             | 152                                                            |
| 1999                                                           | 129                                                            | 50                                                             | 104                                                            |
| 2000                                                           | 154                                                            | 74                                                             | 167                                                            |
| 2001                                                           | 140                                                            | 60                                                             | 88                                                             |
| 2002                                                           | 172                                                            | 66                                                             | 125                                                            |
| 2003                                                           | 156                                                            | 70                                                             | 104                                                            |
| 2004                                                           | 173                                                            | 80                                                             | 152                                                            |
| 2005                                                           | 205                                                            | 88                                                             | 118                                                            |
| 2006                                                           | 224                                                            | 73                                                             | 164                                                            |
| 2007                                                           | 217                                                            | 82                                                             | 144                                                            |
| 2008                                                           | -                                                              | -                                                              | -                                                              |
| 2009                                                           | 280                                                            | 91                                                             | 168                                                            |
| 2010                                                           | -                                                              | -                                                              | -                                                              |
| 2011                                                           | -                                                              | -                                                              | -                                                              |
| 2012                                                           | 337                                                            | 134                                                            | 217                                                            |
| 2013                                                           | 304                                                            | 201                                                            | 228                                                            |
| 2014                                                           | 320                                                            | 115                                                            | 159                                                            |
| 2015                                                           | 288                                                            | 115                                                            | 118                                                            |
| 2016                                                           | 269                                                            | 104                                                            | 158                                                            |
| 2017                                                           | 225                                                            | 112                                                            | 178                                                            |
| 2018                                                           | 292                                                            | 128                                                            | 125                                                            |
| 2019                                                           | 334                                                            | 81                                                             | 165                                                            |
| 2020                                                           | 205                                                            | 91                                                             | 117                                                            |
| 2021                                                           | -                                                              | -                                                              | -                                                              |
| 2022                                                           | 369                                                            | 75                                                             | 110                                                            |
| 2023                                                           | 362                                                            | 101                                                            | 170                                                            |
| 2024                                                           | 336                                                            | 145                                                            | 215                                                            |